# Domaso
Domaso est une commune italienne de la province de Côme dans la région Lombardie en Italie.

## Histoire de l'éducation
Entre 1634 et 1640, le gouverneur et philanthrope Louis Paniza a reconstruit l'église de Saint Bartolomeo, le couvent et cette église a construit a chappelle à partir de laquelle il a enterré deux écoles et a également fondé, avec les salaires de ses enseignants respectifs.
| Période                                  | Période | Identité | Étiquette | Qualité |
| ---------------------------------------- | ------- | -------- | --------- | ------- |
|                                          |         |          |           |         |
| Les données manquantes sont à compléter. |         |          |           |         |

### Communes limitrophes
Colico, Gravedona, Livo (Côme), Peglio (Côme), Vercana